# Semnon
Semnon – rzeka we Francji, przepływająca przez tereny departamentów Mayenne, Maine i Loara, Ille-et-Vilaine oraz Loara Atlantycka, o długości 73 km. Stanowi lewy dopływ rzeki Vilaine.